# Eva Cassidy
Eva Cassidy (2. února 1963, Washington, D.C. – 2. listopadu 1996, Bowie, Maryland) byla americká jazzová zpěvačka. Byla známá svou interpretací i dalších hudebních stylů, jako byl blues, folk, gospel, country či pop klasika. Věnovala se interpretaci známých písní, vlastní písně neskládala.
V roce 1992 vydala své první album The Other Side - duety s hudebníkem Chuckem Brownem, později sólové album Live at Blues Alley. I když byla poctěna Washingtonskou asociací hudby, za hranicemi rodného Washingtonu D.C. byla prakticky neznámá. Teprve po její smrti v roce 1996 začaly její písně pronikat do světa. Převážná část jejích nahrávek byla vydána posmrtně.
Zemřela na zhoubný melanom v roce 1996.

## Zajímavosti
- Její písně jsou použity v seriálech a filmech (Soudkyně Amy, Láska nebeská, Krásná pokojská, Muž z Elysejských polí, Smallville a další)
- Její verze Over the Rainbow (Tam za tou duhou) je častou volbou soutěžících v pěveckých soutěžích jako X-Factor, American Idol, apod.
- O jejím životě vyšla v roce 2001 kniha Songbird: Eva Cassidy: Její příběh od těch, kteří ji znali.
- Anglo-gruzínská zpěvačka Katie Melua, která je jejím fanouškem, nazpívala deset let po její smrti známou píseň Wonderful World. Právě touto písní dva měsíce před smrtí uzavřela Eva své poslední veřejné vystoupení. Z této písně byl pak vytvořen společný duet, ke kterému je natočen také videoklip.
- Její život inspiroval Amy Redfordovou, dceru Roberta Redforda k natočení filmu s názvem Kytara, který byl mimo jiné promítán také na 43. MFF v Karlových Varech.
- Skotský tradicionál The Water Is Wide v její úpravě byl vydán na několika kompilačních albech.